# Кумулятивный эффект
Кумулятивный эффект, эффект Манро (англ. Munroe effect) — усиление действия взрыва путём его концентрации в заданном направлении, достигаемое применением заряда с конической  выемкой, основание которой обращёно в сторону поражаемого объекта, а детонатор располагается у вершины выемки. Поверхность заряда со стороны  выемки покрывается металлической облицовкой, толщина которой  варьируется от долей миллиметра до нескольких миллиметров.
Кумулятивный эффект используется в исследовательских целях (возможность достижения больших скоростей вещества — до 90 км/с), в горном деле, в военном деле (бронебойные снаряды).

## Механизм действия кумулятивного заряда

### Кумулятивная струя
После взрыва капсюля-детонатора  заряда, возникает детонационная волна, которая перемещается вдоль оси заряда.
Волна, распространяясь к облицовке поверхности конуса, схлопывает её в радиальном направлении, при этом в результате соударения частей облицовки давление в ней резко возрастает. Давление продуктов взрыва, достигающее порядка 1010 Па (105 кгс/см²), значительно превосходит предел текучести металла, поэтому движение металлической облицовки под действием продуктов взрыва подобно течению жидкости, которое, однако,  обусловлено не плавлением, а пластической деформацией.
Аналогично жидкости, металл облицовки формирует две зоны: большой по массе (порядка 70—90 %) медленно двигающийся «пест» и меньшую по массе (порядка 10—30 %) тонкую (порядка толщины облицовки) гиперзвуковую металлическую струю, перемещающуюся вдоль оси симметрии заряда, скорость которой зависит от скорости детонации взрывчатого вещества и геометрии воронки. При использовании воронок с малыми углами при вершине возможно получить крайне высокие скорости, но при этом возрастают требования к качеству изготовления облицовки, так как повышается вероятность преждевременного разрушения струи. В современных боеприпасах используются воронки со сложной геометрией (экспоненциальные, ступенчатые и др.) с углами в диапазоне от 30 до 60°; скорость кумулятивной струи при этом достигает 10 км/с.
Поскольку при встрече кумулятивной струи с бронёй развивается очень высокое давление, на один-два порядка превосходящее предел прочности металлов, то струя взаимодействует с бронёй в соответствии с законами гидродинамики, то есть при соударении они ведут себя как идеальные жидкости. Прочность брони в её традиционном понимании в этом случае практически не играет роли, а на первое место выходят показатели плотности и толщины бронирования.
Теоретическая пробивная способность кумулятивных снарядов пропорциональна длине кумулятивной струи и квадратному корню отношения плотности облицовки конуса (воронки) к плотности брони. Практическая глубина проникновения кумулятивной струи в монолитную броню у существующих боеприпасов варьирует в диапазоне от 1,5 до 4 калибров.
При схлопывании конической оболочки скорости отдельных частей струи оказываются различными, и струя в полёте растягивается. Поэтому небольшое увеличение промежутка между зарядом и мишенью увеличивает глубину пробивания за счёт удлинения струи. Однако при значительных расстояниях между зарядом и мишенью непрерывность струи нарушается, что снижает бронебойный эффект. Наибольший эффект достигается на так называемом «фокусном расстоянии», на котором струя максимально растянута, но ещё не разорвана на отдельные фрагменты. Для выдерживания этой дистанции используют различные типы наконечников соответствующей длины.
При перемещении в твёрдой среде разорванная кумулятивная струя самоцентрируется, а диаметр трека по мере удаления от точки фокуса уменьшается. При движении разорванной на фрагменты кумулятивной струи в жидкостях и газах каждый фрагмент перемещается по собственной траектории, а диаметр трека по мере удаления от точки фокуса увеличивается. Этим объясняется резкое снижение пробивной способности высокоградиентных кумулятивных струй при использовании противокумулятивных экранов.
Использование заряда с кумулятивной выемкой без металлической облицовки снижает кумулятивный эффект, так как вместо металлической струи действует струя газообразных продуктов взрыва; однако при этом достигается значительно более сильное заброневое действие.

### Ударное ядро
Ударное ядро — компактная металлическая форма, напоминающая пест, образующаяся в результате сжатия металлической облицовки кумулятивного заряда продуктами его детонации.
Для образования ударного ядра кумулятивная выемка имеет тупой угол при вершине или форму сферического сегмента переменной толщины (у краёв толще, чем в центре). Под влиянием ударной волны происходит не схлопывание конуса, а выворачивание его «наизнанку». Полученный снаряд диаметром в четверть и длиной в один калибр (первоначальный диаметр выемки) разгоняется до скорости 2,5 км/с. Бронебойное действие ядра ниже, чем у кумулятивной струи, но зато сохраняется на расстоянии до 1000 калибров. В отличие от кумулятивной струи, состоящей лишь из 10—30 % массы облицовки, на образование ударного ядра идёт до 95 % её массы.

## История

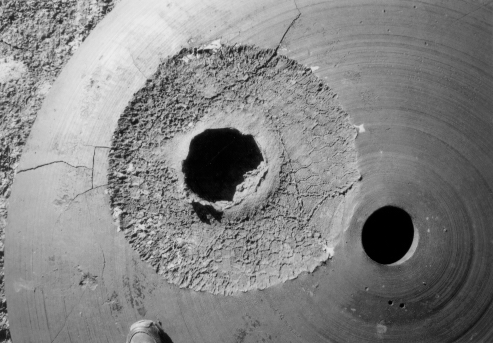
Пробитый взрывом кумулятивного заряда наблюдательный купол в форте Эбен-Эмаль. В центре снимка виден пролом, образованный воздействием кумулятивной струи.

В 1792 году горный инженер Франц фон Баадер высказал предположение, что энергию взрыва можно сконцентрировать на небольшой площади, используя полый заряд. Однако в своих экспериментах фон Баадер использовал чёрный порох, который не может формировать необходимую детонационную волну. Впервые продемонстрировать эффект применения полого заряда удалось лишь с изобретением высокобризантных взрывчатых веществ. Это сделал в 1883 году изобретатель Макс фон Фёрстер (Max von Foerster).
Повторно открыл кумулятивный эффект, исследовал и подробно описал его в своих работах американец Чарльз Манро (Charles Edward Munro) в 1888 году.
В Советском Союзе в 1925—1926 годах изучением зарядов взрывчатых веществ с выемкой занимался профессор М. Я. Сухаревский.
В 1938 году Франц Томанэк (Franz Rudolf Thomanek) в Германии и Генри Мохоупт (Henry Hans Mohaupt) в Швейцарии независимо друг от друга открыли эффект увеличения пробивной способности при применении металлической облицовки конуса.
Рентгено-импульсная съемка процесса, осуществленная в 1939 — начале 1940-х годов в лабораториях Германии, США и Великобритании, позволила существенно уточнить принципы действия кумулятивного заряда (традиционная фотосъёмка неприменима из-за вспышек пламени и большого количества дыма при детонации).
Кумулятивные боеприпасы впервые были применены в боевых условиях 10 мая 1940 г. при штурме форта Эбен-Эмаль (Бельгия). Тогда для подрыва укреплений диверсионным отрядом использовались переносные заряды в виде полусфер весом 12,5 и 50 кг.
Одним из неприятных сюрпризов лета 1941 года для танкистов РККА стало применение войсками Германии кумулятивных снарядов и гранат. На подбитых танках обнаруживались пробоины с оплавленными краями, поэтому снаряды получили название «бронепрожигающих». 23 мая 1942 года на Софринском полигоне были проведены испытания снаряда к 76-мм полковой пушке, разработанного НИИ-6 на основе трофейного немецкого снаряда. По результатам испытаний 27 мая 1942 года первый советский кумулятивный снаряд БП-353А принят на вооружение.
В 1949 году Михаил Алексеевич Лаврентьев становится лауреатом Сталинской премии за создание теории кумулятивных струй.
В 1950-е годы был достигнут огромный прогресс в понимании принципов формирования кумулятивной струи. Предложены методы усовершенствования кумулятивных зарядов пассивными вкладышами (линзами), определены оптимальные формы кумулятивных воронок, применена ступенчатая облицовка конуса для компенсации вращения снаряда, разработаны специальные составы взрывчатых веществ. Многие из обнаруженных в те далекие годы явлений изучаются и до настоящего времени.

## Кумулятивные боеприпасы и их поражающие факторы

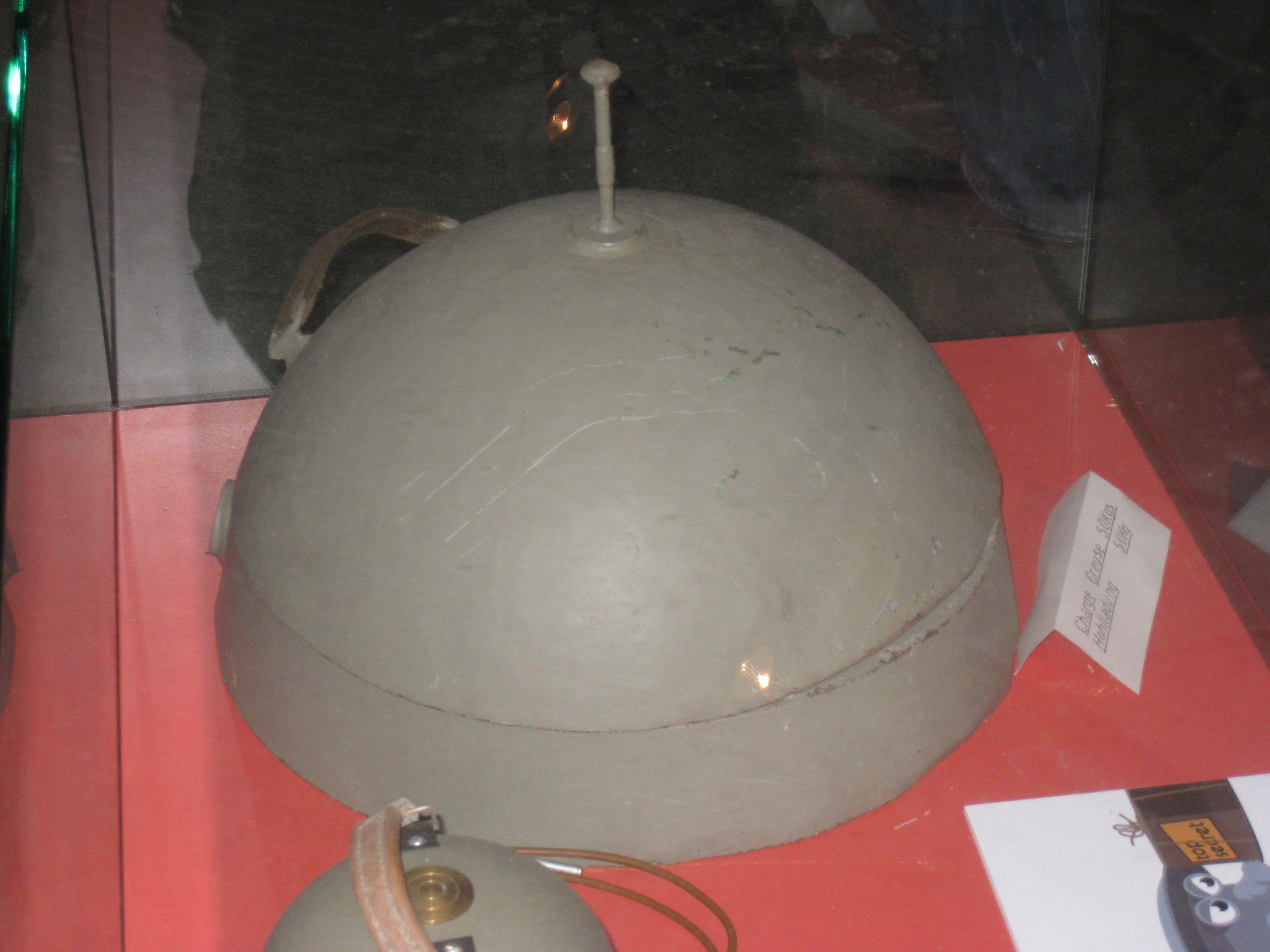
H 50 (Hohlladung 50 kg) — один из первых серийных кумулятивных зарядов. Применялся для разрушения оборонительных укреплений во время Второй мировой войны.

Несмотря на относительно слабое заброневое действие, кумулятивная граната при попадании в башню, как правило, убивает одного или более членов экипажа бронемашины, может вывести из строя вооружение, подорвать боекомплект. Попадание в моторное отделение делало машину неподвижной мишенью, а если на пути кумулятивной струи встречались топливопроводы, происходило воспламенение топлива.
Виктор Мураховский отмечает, что широко распространен миф о том, что кумулятивные заряды поражают избыточным давлением и температурой, но это не соответствует действительности. Поражение защищённой цели достигается действием короткой кумулятивной струи небольшого диаметра,  создающей давление в несколько тонн на квадратный сантиметр (что превышает предел текучести металлов) и пробивающей небольшое отверстие около 8 мм в броне. Весь наблюдаемый визуально взрыв кумулятивного заряда происходит до брони и избыточное давление и температура не могут проникнуть через небольшое отверстие и не являются основными поражающими факторами. Устанавливаемые внутри танков датчики давления и температуры не фиксируют существенного фугасного или термического воздействия после пробивания брони кумулятивной струёй. Основной поражающий фактор кумулятивного заряда - это отрываемые осколки и капли брони. При попадании на боекомплект танка осколков и капель от пробитой брони возможно его воспламенение и детонация с разрушением бронемашины. Если кумулятивная струя и  капли   брони не поражают людей и пожаро-/взрывоопасное оборудование танка, то в целом прямое попадание даже мощного кумулятивного заряда может не вывести из строя танк.
Тяжёлые ПТУР (типа 9М120 «Атака», «Хеллфайр») при попадании в бронированные машины лёгкого класса с противопульной защитой своим синергетическим действием могут уничтожить не только экипаж, но и частично или полностью разрушить машины. С другой стороны, воздействие большинства носимых ПТС на ББМ (при отсутствии детонации боеприпасов ББМ) не столь критично — здесь наблюдается обычный эффект заброневого действия кумулятивной струи, а поражения экипажа избыточным давлением не происходит.
См. также Кумулятивно-осколочный снаряд

## Интересные факты
- Первоначально кумулятивные снаряды назывались бронепрожигающими, так как считалось (исходя из формы пробитой воронки), что они именно прожигают броню. В реальности же при подрыве заряда температура облицовки достигает всего лишь 200—600 °C, что значительно ниже температуры её плавления.
- скорость струи, которую пока удалось достигнуть, составляет 90км/с. Для получения  таких результатов был изготовлен стальной цилиндр : метр в длину, 50мм толщиной, внутренним диаметром 120мм, наполненый взрывчатым веществом, сечение которого можно представить как цилиндр с выемкой в виде усеченного конуса, на верхнем основании которого находился ещё один конус, но направленный в противоположную сторону, заряд решено было не облицовывать. Так как облицовка не успевала покинуть линию детонации также при действии огромных перегрузок она разбивалась на мелкие капли и испарялась, не успевая покинуть цилиндр, что мешало разгону струи и не давало достичь максимальные результаты
- Распространено мнение, что при попадании кумулятивной струи в танк или иную броневую цель находящиеся внутри погибают от баротравмы при резком повышении давления в замкнутом объеме после пробития брони, и это одна из причин, почему десант БМП предпочитает ездить снаружи, на верхнем листе, а не внутри машины, а также поэтому некоторые танкисты предпочитают езду с открытыми люками, для сброса давления. В реальности же всё обстоит наоборот: расширяющиеся газы сдетонировавшего кумулятивного заряда не могут проникнуть за пробитую броню в образовавшееся небольшое отверстие, а вот открытые люки приводят к «затеканию» через них ударной волны и поражению экипажа[9].